# 関根龍之焏
関根 龍之焏（せきね りゅうのじょう、1913年（大正2年）9月8日 - 没年不明）は、日本の政治家。埼玉県岩槻市長（第6代 – 第8代）。

## 来歴
埼玉県出身。組合立中部実業学校（現・埼玉県立岩槻商業高等学校）卒。岩槻市教育委員、同市議会議員を経て、1967年、同市助役に就任する。1973年、岩槻市長であった折原一が収賄容疑で逮捕されて辞任した事に伴う岩槻市長選挙に立候補して当選し、第6代岩槻市長に就任。1985年に退任するまで、岩槻市長を3期務めた。